# Dilophus humeralis
Dilophus humeralis är en tvåvingeart som beskrevs av Zetterstedt 1850. Dilophus humeralis ingår i släktet Dilophus och familjen hårmyggor. Arten är reproducerande i Sverige. Inga underarter finns listade i Catalogue of Life.